# Socialistisk Ungdom i Norden
Socialistisk Ungdom i Norden (SUN) er en paraplyorganisation for venstreorienterede, partipolitiske ungdomsorganisationer i Norden.
SUN består af seks organisationer:
- Socialistisk Folkepartis Ungdom (SFU), Danmark
- Ung Vänster, Sverige
- Sosialistisk Ungdom (SU), Norge
- Vasemmistonuoret (VANU), Finland
- Ung Vinstri Græn (UVG), Island
- Unga Tjóðveldið, Færøerne
- Inuusuttut Ataqatigiit Suliniaqatigiittiat, Grønland

SUN udgør en gruppe i Ungdommens Nordiske Råd.